# Chiesa di Santa Maria d'Aurio
La chiesa di Santa Maria d'Aurìo sorge nelle campagne di Surbo, in provincia di Lecce. 

## Storia
La storia della chiesa risale al XII secolo e le prime tracce della sua esistenza si hanno in documenti di epoca normanna. In un diploma del 1180, Tancredi d'Altavilla dona alla Chiesa dei Santi Niccolò e Cataldo in Lecce diverse terre, tra cui il territorio di Aurio. La chiesa è la testimonianza architettonica più antica del casale medievale di Aurìo, scomparso tra il XV e il XVI secolo. Il toponimo d'Aurio potrebbe derivare dalla voce greca Layrìon, ovvero piccolo cenobio. Laure si chiamavano infatti le cripte ipogee dove i basiliani veneravano i santi. 

## Descrizione
L'edificio, in stile romanico, presenta una facciata a capanna, decorata con un motivo ad archetti pensili che si ripetono anche lateralmente. Il portale è sormontato da una lunetta ed è fiancheggiato da due leoni stilofori, probabile basamento di un piccolo protiro. 

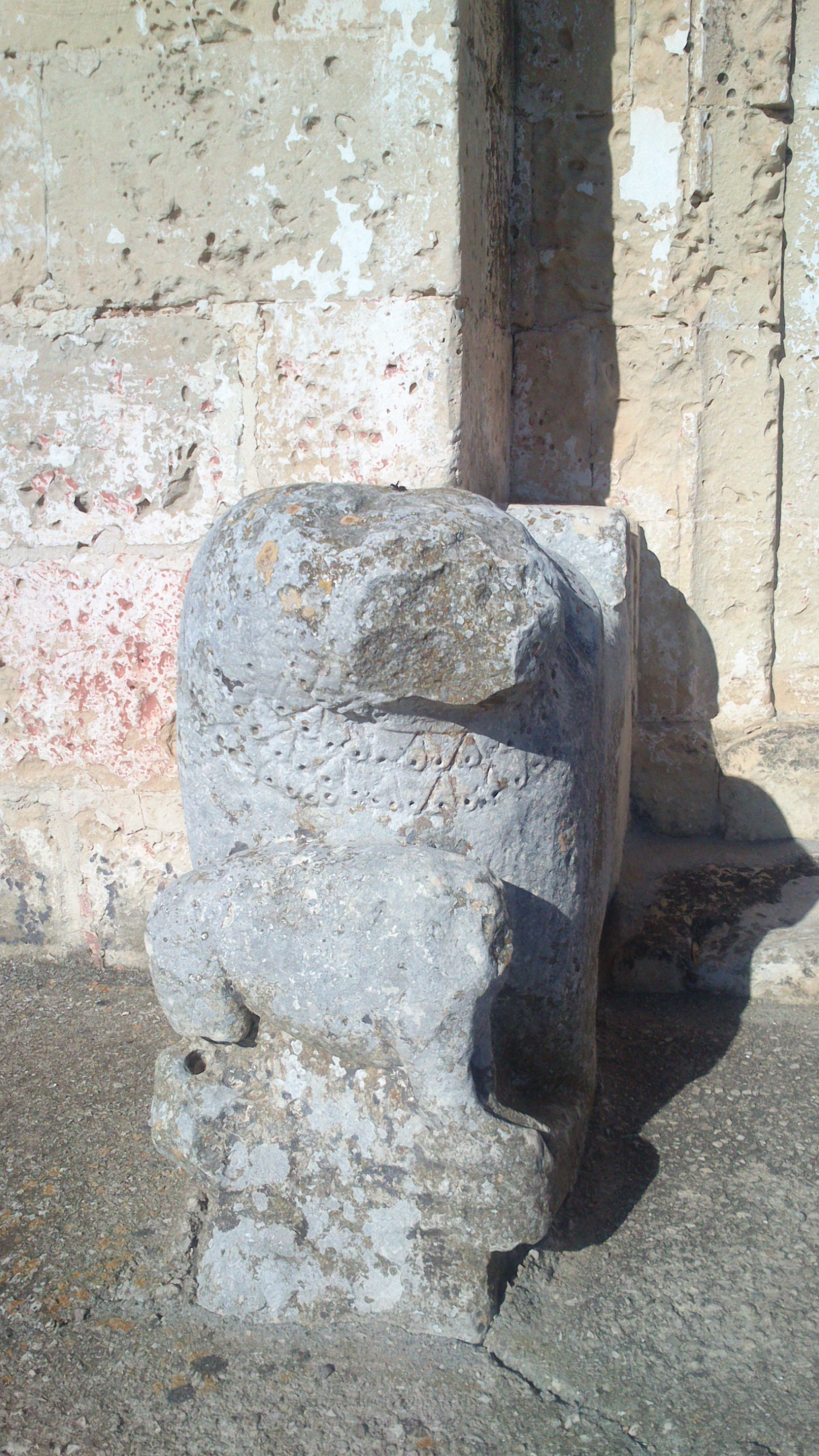
Leone stiloforo - portale della chiesa di Santa Maria d'Aurio a Surbo

La copertura è a doppio spiovente. Sul lato destro dell'edificio è addossato un ambiente a pianta quadrangolare con volta a botte, adibito a sacrestia. La chiesa è dotata di un campanile a vela.

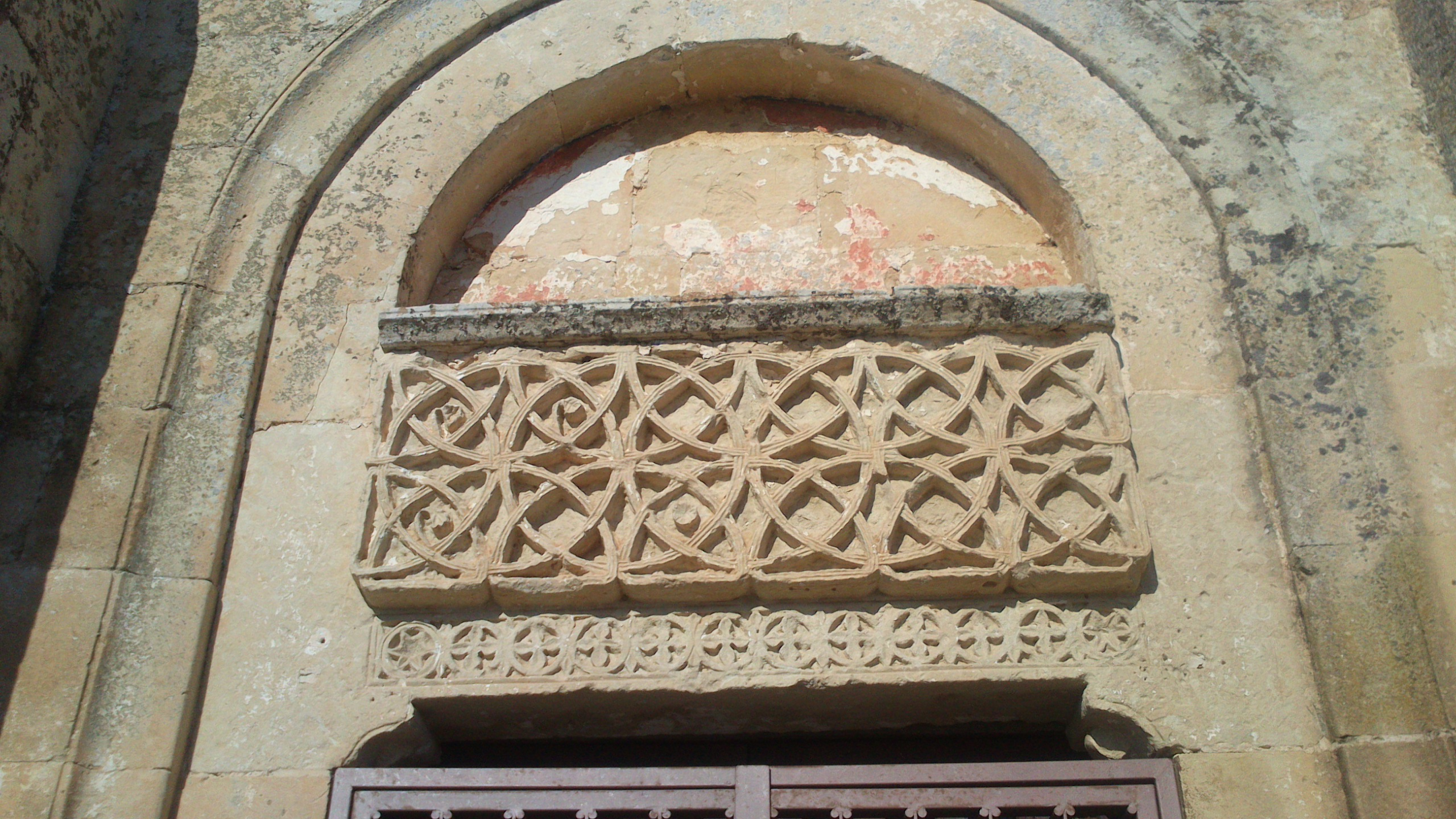
Chiesa di Santa Maria d'Aurio - particolare del portale

L'interno è ripartito in tre navate da otto colonne, di cui solo quattro portanti, con capitelli a motivo vegetale, su cui si impostano archi acuti. Le navate sono terminanti con altrettante absidi nelle quali si aprono finestre strombate. Rimangono deboli tracce di affreschi, in particolare i resti di una Madonna Nera col Bambino databile agli inizi del XV secolo, e iscrizioni in greco. Fino al 1928 la chiesa ospitava un polittico ligneo di Bartolomeo Vivarini. Il polittico era costituito da sette pannelli, quattro dei quali andati perduti. Gli altri tre raffigurano, il centrale la Vergine con Bambino, i laterali San Benedetto e Santa Scolastica. Attualmente i pannelli sono visibili presso la Pinacoteca provinciale di Bari.

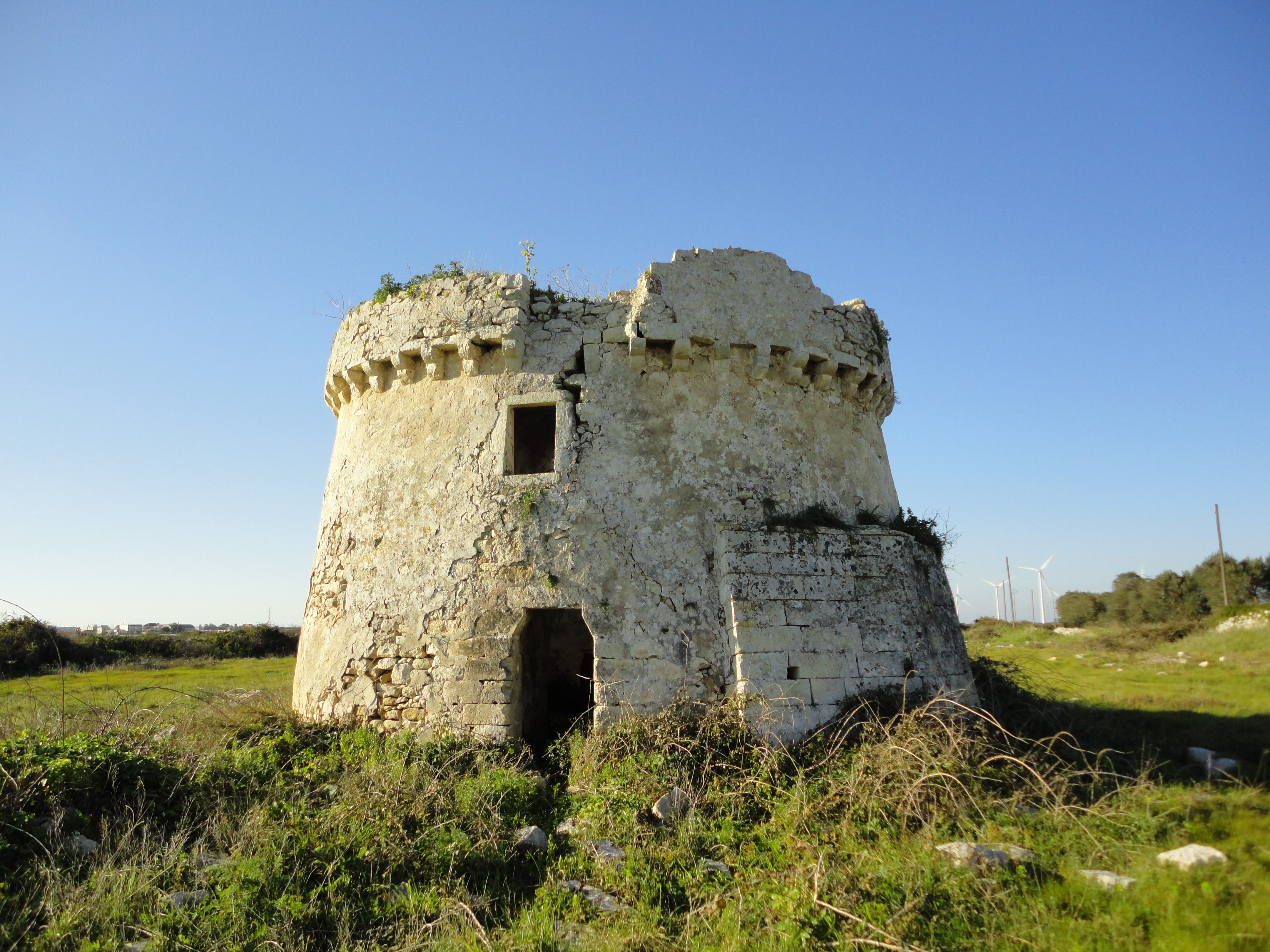
Torre dei Cavallari

Di fronte alla chiesa sorge la Torre dei Cavallari. Fu realizzata nel XVI secolo e faceva parte del sistema difensivo che comprendeva le torri costiere e le masserie fortificate. Ha una forma cilindrica leggermente rastremata verso l'alto.